# Markus Bock
Markus Bock (* 13. února 1979 Bamberk) je bývalý německý reprezentant ve sportovním lezení a juniorský mistr světa v lezení na obtížnost.

## Výkony a ocenění
- 1996: druhé místo v superfinále německého poháru (Mistrovství Německa)
- 1996: juniorský mistr světa
- 2009: nominace na mezinárodní ocenění Salewa Rock Award

### Závodní výsledky
| Mistrovství světa juniorů | Mistrovství světa juniorů | Mistrovství světa juniorů |
| Rok                       | 1995 kat A                | 1996 kat A                |
| ------------------------- | ------------------------- | ------------------------- |
| Obtížnost                 | 3                         | 1                         |

### Přelezy skalních cest
- 2 cesty obtížnosti 9a+
- 9 cest obtížnosti 9a